# Jóannész Kinnamosz
Jóannész Kinnamosz (ógörögül: Ιωάννης Κίνναμος, latinul: Ioannes Cinnamus), (1143 után nem sokkal – 1185 után [1203?]) középkori bizánci történetíró.

## Élete és műve
Történeti művet írt a 12. századi Bizánc történetéről. Egészen röviden tárgyalja II. Ióannész bizánci császár uralkodását (1118–1143), mivel – mint megjegyzi – erről az időszakról nincsenek személyes emlékei. Részletesen foglalkozik viszont I. Manuél uralkodásával (1143–1180), annál is inkább mert Kinnamosz császári titkárként Manuél közvetlen környezetéhez tartozott, és még hadjárataiba is elkísérte uralkodóját. A legtöbb eseményről a szemtanú hitelességével számol be, bár Manuélnak, a nagy hadvezérnek, vakmerő katonának és messzetekintő államférfinak feltétlen bámulója – kétkedés nélkül hisz a „római” (azaz bizánci) birodalom világuralmi elhivatottságában. Jóannész nagy teret szentel a hadieseményeknek, császárjához méltóan jártas a katonai kérdésekben, és jó megfigyelőként érdekes részletek beiktatásával színesíti előadását.

## Személye aRégi tudós világ históriájában
Budai Ézsaiás teológus és történetíró a Régi tudós világ históriája című 1802-es, Debrecenben megjelent nagy tudós-lexikonában a következőket írja Kinnamoszról:
| JOHANNES CINNAMUS, élt a’ XII-dik század második felibenn, és Grammaticus Βασιλιχος, az az, Tsászári Notárius vólt. Ifjúkorábann jelenvólt a’ Manuel Comnenus hadakozásibann; és éppen e’ szólgáltatott néki alkalmatosságot arra, hogy ennek a’ Tsászárnak Históriáját leírja; mivel azt hitte, hogy senki azt igazábbann le nem írhatja, mint ő. Munkája 6. könyvekbőll áll; melyek közzűl az első rövidenn előadja a’ Comnenus János uralkodását. A’ többi öt mind Manuelről van: nem megy mindazáltal le a’ Manuel haláláig, mely 1180-bann történt, hanem tsak 1176-ig. Nem tudhatni, maga szakasztotta e’ itt félbe munkáját, vagy pedig, a’ mi még hozzátartozott, elveszett? Az írása minden akkori Íróknak munkái közzűl kitündöklik, ’a úgy látszik, hogy stílusát Xenophon szerint formálta. |

## Művei magyarul
- részletek In: (szerk.) Simon Róbert – Székely Magda – Dimitriosz Hadzisz: A bizánci irodalom kistükre. Budapest, Európa Könyvkiadó, 1974. ISBN 963-07-0345-9, 185–187.
- részletek In: Moravcsik Gyula: Az Árpád-kori magyar történet bizánci forrásai. Budapest, Akadémiai Kiadó, 1988. 194–247.